# Зелёный Гай (Синельниковский район)
Зелёный Гай (укр. Зелений Гай) — село,
Писаревский сельский совет,
Синельниковский район,
Днепропетровская область,
Украина.
Код КОАТУУ — 1224886803. Население по переписи 2001 года составляло 45 человек.

## Географическое положение
Село Зелёный Гай находится на правом берегу реки Средняя Терса,
выше по течению на расстоянии в 0,5 км расположено село Возвратное,
ниже по течению на расстоянии в 3,5 км расположено село Писаревка,
на противоположном берегу — село Нововознесенка.
Рядом проходят автомобильная дорога Т-0401 и
железная дорога, станция Платформа 262 км в 1-м км.